# Conquest (musikalbum)
'Conquest är det trettonde studioalbumet av det engelska rockbandet Uriah Heep.
1980 var året då mycket hände inom Uriah Heep, bland annat tog John Sloman över som huvudsångare efter John Lawton som lämnat gruppen året innan efter bråk med Ken Hensley. Lee Kerslake lämnade även han och ersattes av Chris Slade som tidigare spelat med bland andra Manfred Mann's Earth Band och som senare skulle spela med AC/DC.
Detta album har orsakat mer kontroverser än något annat album av Uriah Heep, framför allt reagerade många fans på Slomans röst, som påminner starkt om Geddy Lee och Kevin Cronin, sångare i REO Speedwagon. Det finns dock andra som menar att detta album är det bästa Uriah Heep gjort. Kritiken tog Hensley väldigt hårt och efter en misslyckad turné lämnade han bandet för en solokarriär.

## Låtlista
1. "No Return" (Bolder/Box/Hensley) – 6:07
2. "Imagination" (Hensley) – 5:49
3. "Feelings" (Hensley) – 5:26
4. "Fools" (Bolder) – 5:03
5. "Carry On" (Hensley) – 3:57
6. "Won't Have to Wait Too Long" (Bolder/Box/Hensley) – 4:54
7. "Out on the Street" (Hensley) – 5:57
8. "It Ain't Easy" (Bolder) – 5:45

Conquest blev remastrad och återutgiven 1997 med bonusspår:
1. "Been Hurt (B-side)" (Hensley) – 3:56
  - B-sida till "Carry On" med John Sloman som sångare. En tidigare version med John Lawton finns på den remastrade versionen av Fallen Angel.
2. "Love Stealer (Singel A-sida)" (Phil Wainman/Bolder) – 3:28
3. "Think It Over (Singel A-sida)" (Sloman/Bolder) – 3:33
  - Släpptes med bild på gruppens medlemmar efter Hensleys avhopp. Nya klaviaturisten Gregg Dechert finns här med första gången.
4. "My Joanna Needs Tuning (Inside Out) (B-sida)" (Sloman/Bolder/Box/Gregg Dechert/Slade) – 3:02
  - B-sida till "Think It Over"
5. "Lying (Out-take)" (Hensley/Sloman/Bolder/Slade) – 4:23
  - Tidigare outgiven låt med John Sloman som sångare.

"Been Hurt" skrevs ursprungligen till det fjärde albumet med John Lawton som sångare. Efter Lawtons avhopp lades låten åt sidan. 

## Bandet
- John Sloman - Sång, piano
- Mick Box – gitarrer
- Ken Hensley – Keyboards, synthesizer, gitarr, sång
- Trevor Bolder  - Bas
- Chris Slade - drums